# モハメド・カロン
モハメド・カロン（Mohammed Kallon, 1979年10月6日 - ）は、シエラレオネ・ケネマ出身の元同国代表サッカー選手。現役時代のポジションはFW。

## 経歴
15歳でシエラレオネ代表に選出された経験を持ち、22歳頃からは代表のキャプテンも務めている。
地元クラブでプレーした後、1995年にインテル・ミラノへ入団し、スイスの小クラブ・ACルガーノへレンタルされる形でプロとしてのキャリアをスタートした。その後イタリア・セリエAのクラブチームを転々とした。シエラレオネ・ユース代表などでの活躍により注目され、2001年にインテル・ミラノへ復帰するとエースのロナウドが重傷を負い長期離脱していた際にはニコラ・ヴェントラとともに彼のバックアップを務めた。
2003年9月27日のウディネーゼ戦後のドーピング検査で筋肉増強剤ナンドロロンの陽性を示し、再検査でも陽性を示したため8ヶ月の出場停止処分を下されている。この処分はのちに6ヶ月へ軽減された。
しかし選手層の厚さを誇るインテルで完全にレギュラーを獲得するまでには至らず、2004-2005シーズンからは出場機会を求めてフランスの強豪・ASモナコに移籍。ストライカーとして起用された彼は豊富な運動量と鋭いスピードでリーグ戦11得点を奪う活躍を見せたが、フランスサッカーのスタイルは自らに合わないと直訴し移籍を志願。2005-2006シーズンからはサウジアラビアのアル・イテハドにレンタル移籍する。このクラブではアジア・チャンピオンズリーグを制し、トヨタカップと統合されたFIFAクラブ世界選手権2005に出場し4位となった。
この時期シエラレオネ代表は2006年開催のアフリカネイションズカップ予選に参加出来なかった（ワールドカップ・アフリカ予選がネイションズカップ予選出場権争いも兼ね、シエラレオネ代表は予備予選で敗退したため）。
レンタル期間の切れた2006-2007シーズンからはモナコに復帰するも、一部選手と不仲であると噂されたり、「フランスでプレーすることにモチベーションを保てない」と述べるなどしたためか起用されることが少なく、かつてほどの運動量の提供も見られなかった。シーズン終了後にモナコを退団して以来無所属であったが、2008年1月にAEKアテネと6か月の契約を結んだ。その後、UAEのアル・シャバーブ・アル・アラビークラブに移籍したが出場は4試合だけで退団した。退団後はシエラレオネの首都フリータウンで自らが所有するカロンFCでプレーした後、2010年は中国スーパーリーグの陝西宝榮に移籍した。2012年からは再びカロンFCに戻った。2016年3月22日に現役引退を発表した。

## エピソード
- 2002年、母国のサッカークラブ、シエラ・フィッシャリーズを買い取りカロンFCというサッカークラブを設立した[1]。ロドニー・ストラッサーを輩出した。また、社会貢献活動も行っている。
- ムスリム(イスラム教徒)である。
- インテル時代は背番号3をつけていた。また、アル・イテハド時代も背番号3であった。これは本人の憧れの人物であるアレン・アイバーソンへの強いこだわりがあるからである。

## 所属クラブ
- ACルガーノ 1995-1997
- ボローニャ 1997
- ジェノア 1997-1998
- カリアリ 1998-1999
- インテル 1999-2004

→ レッジーナ 1999-2000（レンタル移籍）
→ ヴィチェンツァ 2000-2001（レンタル移籍）
- ASモナコ 2004-2007

→ アル・イテハド 2005-2006（レンタル移籍）
- AEKアテネ 2008.1
- アル・シャバーブ・アル・アラビークラブ 2008
- カロンFC 2009
- 陝西宝榮 2010
- チラグ・ユナイテッド・クラブ・ケララ 2011
- カロンFC 2012-2016

## タイトル
クラブ
アル・イテハド
- AFCチャンピオンズリーグ : 2005